# Friedrich Medicus (Pomologe)

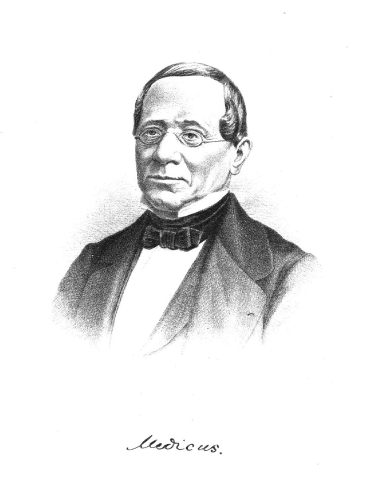
Porträt von F. K. Medicus

Friedrich Karl Medicus (* 28. Juni 1813 in Landshut; † 18. Dezember 1893 in Wiesbaden) war ein deutscher Pomologe.

## Leben und Wirken
Sein Großvater Friedrich Casimir Medicus war Agrarreformer und Direktor des botanischen Gartens in Mannheim, sein Vater Ludwig Wallrad Medicus wechselte nach Auflösung der Kurpfalz in bayerische Dienste und war zuletzt Professor für Land- und Forstwirtschaft sowie Technologie an der Ludwig-Maximilians-Universität in München.
Medicus selbst studierte Naturwissenschaften in München. Später übersiedelte er nach Wiesbaden, wo er sich 1843 als Dozent dem Landwirtschaftlichen Institut des Hofguts Geisberg anschloss und im Lauf seiner Karriere bis zu dessen Direktor aufstieg. Während seiner Lehrtätigkeit veröffentlichte er u. a. ab der 2. Auflage 1862 zusammen mit Eduard Lucas dessen Standardwerk Die Lehre vom Obstbau auf einfache Gesetze zurückgeführt. Ein Leitfaden für Vorträge über Obstcultur und zum Selbstunterricht bei Metzler in Stuttgart.
In seiner Wahlheimat Wiesbaden engagierte sich der Protestant Medicus in hohem Maße für soziale Belange. Er diente als Vorsitzender der Gustav-Adolf-Stiftung und der Stiftung für Lehrerwaisen und war zudem Mitglied seiner evangelischen Kirchengemeinde und des Nassauischen Vereins für Naturkunde.

## Schríften (Auswahl)
- Die Lehre vom Obstbau, auf einfache Gesetze zurückgeführt. Ein Leitfaden für Vorträgen über Obstcultur und zum Selbstunterricht. 2. Auflage, Verlag der J.B. Metzler’schen Buchhandlung, Stuttgart 1862 (zusammen mit Eduard Lucas)
- Studien über die Weinculturgesetzgebung: zunächst für das Nassauische Rheingau. Verlagsbuchhandlung Kreidel & Riedner, Wiesbaden 1855